# Burg Schlossberg (Heggbach)
Die Burg Schlossberg ist eine abgegangene Höhenburg auf 565 m ü. NN etwa 2600 Meter nordnordöstlich von Heggbach in der Gemeinde Maselheim im Landkreis Biberach in Baden-Württemberg. Von der ehemaligen Burganlage in der Waldflur Lettenghau ist außer einem rechteckigen Burghügel mit umlaufenden Graben und einem Vorwall nichts erhalten. Auch geschichtliche Nachrichten über die Burg sind nicht bekannt, sie wird urkundlich nicht genannt.